# Lisa Lösch
Lisa Lösch (* 20. September 1996 in Rinteln) ist eine deutsche Fußballspielerin.

## Karriere

### Vereine
Lösch spielte bis zur C-Jugend im Kalletal für die Jugendspielgemeinschaft Unteres Kalletal. Zur Saison 2009/10 wechselte sie zu den B-Juniorinnen des Herforder SV, mit denen sie in der Regionalliga Punktspiele bestritt und die Endrunde um die Deutsche B-Juniorinnen-Meisterschaft erreichte. Im Jahr 2012 qualifizierte sich die Spielführerin mit ihrer Mannschaft für die neu geschaffene B-Juniorinnen-Bundesliga. In der Saison 2012/13 spielte Lösch weiter in der B-Jugend und debütierte parallel dazu in der ersten Mannschaft in der 2. Bundesliga. Im Jahr 2014 stieg sie mit dem Herforder SV in die Bundesliga auf, in der sie am 1. Oktober (5. Spieltag) bei der 0:5-Niederlage im Heimspiel gegen die SGS Essen mit Einwechslung für Danica Wu in der 75. Minute debütierte; Es folgten 13 weitere Punktspiele, bevor der Abstieg in die Gruppe Nord der zweigleisigen 2. Bundesliga feststand. In dieser Spielklasse bestritt sie 63 Punktspiele, in denen sie sechs Tore erzielte. Mit dem Abstieg ihrer Mannschaft in die drittklassige Regionalliga West verließ sie den Verein und wechselte zum Ligakonkurrenten Arminia Bielefeld. Als Meister aus dieser Spielklasse hervorgegangen, spielte sie anschließend zwei Jahre lang in der zweithöchsten Spielklasse. Seit der Saison 2021/22 ist sie mit ihrem Verein in der Regionalliga West vertreten.

### Nationalmannschaft
Lisa Lösch absolvierte von 2010 bis 2011 vier Spiele für die U15-Nationalmannschaft und 2011 zwei Spiele für die U16-Nationalmannschaft. Außerdem gewann sie 2011 als Spielführerin der U15-Auswahl des FLVW den U15-Länderpokal und belegte im folgenden Jahr mit der U16-Auswahl des DFB außer Konkurrenz den 1. Platz beim U19-Länderpokal.

## Erfolge
- Meister Regionalliga West 2019 und Aufstieg in die 2. Bundesliga
- Zweiter 2. Bundesliga Nord 2014 und Aufstieg in die Bundesliga
- U19-Länderpokalsieger 2012
- U15-Länderpokalsieger 2011